# Сабби, Эммануэль
Эммануэль Африйие Марио Сабби (англ. Emmanuel Afriyie Mario Sabbi; род. 24 декабря 1997, Виченца, Италия) — американский футболист, нападающий клуба «Гавр» и сборной США.
Сабби родился в Италии в семье выходцев из Ганы. Затем он переехал в США.

## Клубная карьера
Сабби — воспитанник клубов «Охайо Премьер», «Чикаго Мэджик» и испанского «Лас-Пальмаса».
Летом 2017 года Эммануэль подписал первый профессиональный контракт с датским клубом «Хобро». 17 сентября в матче против «Мидтьюлланна» он дебютировал в датской Суперлиге. 30 марта 2018 года в поединке против «Орхуса» Сабби забил свой первый гол за «Хобро».
7 января 2020 года было объявлено о бесплатном переходе Сабби в «Оденсе» 1 июля. Игрок подписал четырёхлетний контракт с клубом. За «Оденсе» он дебютировал 13 сентября в матче против «Копенгагена». 20 сентября в матче против «Норшелланна» он забил свой первый гол за «Оденсе».

## Международная карьера
В 2017 году Сабби в составе молодёжной сборной США выиграл молодёжный чемпионат КОНКАКАФ в Коста-Рике. На турнире он сыграл в матчах против команд Панамы, Сальвадора и Гондураса. В поединке против сальвадорцев Эммануэль забил гол.
В том же году Сабби принял участие в молодёжном чемпионате мира в Южной Корее. На турнире он сыграл в матчах против команд Саудовской Аравии и Венесуэлы.
18 января 2023 года Сабби был вызван в ежегодный январский тренировочный лагерь сборной США, завершавшийся товарищескими матчами со сборными Сербии и Колумбии. 25 января в матче с сербами он остался в запасе. 28 января в матче с колумбийцами, выйдя на замену во втором тайме вместо Пола Арриолы, он дебютировал за звёздно-полосатую дружину.

## Достижения
США (до 20)
- Чемпион КОНКАКАФ среди молодёжных команд — 2017